# Дрегля
Дрегля — река на территории России, протекает по Неболчскому сельскому поселению Любытинского района и Новгородской области.

## География и гидрология
Исток Дрегли находится у озера Богдановского, высота озера 199,8 м. Оно протокой сообщается с озером Озадневским.
Дрегля правобережный приток Сяси, её устье расположено у деревни Порог, в 212 километрах от устья реки Сяси. Длина реки — 18 километров, площадь водосборного бассейна — 181 км².
На реке расположены населённые пункты: Горы, Маяк, Дрегли и Порог.
- В 7,4 км от устья, по левому берегу реки впадает река Крапивна.
- По правому берегу в Дреглю впадает приток Вякунька[2].

## Данные водного реестра
По данным государственного водного реестра России относится к Балтийскому бассейновому округу, водохозяйственный участок реки — Сясь, речной подбассейн реки — Нева и реки бассейна Ладожского озера (без подбассейна Свирь и Волхов, российская часть бассейнов). Относится к речному бассейну реки Нева (включая бассейны рек Онежского и Ладожского озера).
Код объекта в государственном водном реестре — 01040300112102000018068.